# 크리스 오언
크리스 오언(Chris Owen, 1980년 9월 25일 ~ )은 미국의 배우이다.

## 출연 작품
- 나이트 비포 (2015)
- 아메리칸 파이: 19금 동창회 (2012)
- 엑스퍼드 (2011)
- 포트리스 (2011)
- 더 라이프 오브 럭키 큐컴버 (2009)
- 슈퍼 카퍼스 (2009)
- 뱅크 잡 (2008)
- 미스트 (2007)
- 못말리는 섹스 아카데미 2 (2006)
- 아메리칸 파이 4 - 썸머 캠프 (2005)
- 디어 웬디 (2004)
- 골드 디거스 (2004)
- 히달고 (2004)
- 못말리는 섹스 아카데미 (2003)
- 엽기 캠퍼스 (2002)
- 아메리칸 파이 2 (2001)
- 커버 미 (2000)
- 레디 투 럼블 (2000)
- 옥토버 스카이 (1999)
- 쉬즈 올 댓 (1999)
- 아메리칸 파이 (1999)
- 더 이상 참을 수 없어 (1998)
- 라이드 (1997)
- 제7의 천국 (1996)
- 더블 플레이 (1996)
- 쫄병 길들이기 (1995)
- 앵거스 (1995)